# Alexandre Thierry
Pour les articles homonymes, voir Thierry.
Alexandre Thierry est un facteur d'orgue français, né à Paris vers 1646 et mort dans la même ville en 1699. Meilleur représentant de la deuxième génération de la famille Thierry, il est le plus jeune des trois fils de Pierre ayant pratiqué la facture d’orgue et le plus talentueux. Il reprend l’entreprise familiale au décès de son père mais meurt à cinquante-trois ans sans héritier et c’est son neveu François, fils de Jean, qui lui succède.

## Biographie
Avec ses frères Charles et Jean, à cause du décès de leur père, il termine en 1667 l’orgue de Saint-Germain-des-Prés qui aurait dû être l’ultime chef-d’œuvre de celui-ci (39 jeux sur 4 claviers et pédalier, le premier 4 claviers de la capitale).
S’ensuivent dix années bien remplies avec des travaux à :
- Paris, Saint-Séverin avec Charles en 1670 et qui lui apporte la renommée
- Abbaye de Vauluisant en 1673
- Abbaye Saint-Victor de Paris, détruite en 1811
- Paris, Saint-Gervais en 1676 et 1684 (37 jeux sur 4 claviers et pédalier)
- Paris, Hôtel Royal des Invalides de 1679 à 1682, construction d'un orgue de 33 jeux sur 3 claviers et pédalier, expertisé par Julien Tribuot en 1686, un chef-d'œuvre  Classé MH[1], dont le buffet du menuisier royal Germain Pillon existe toujours, ainsi que quelques jeux malheureusement défigurés, et qui lui apporte le titre de facteur d’orgues du Roi et la célébrité (photo).
- Paris, Saint-Germain-l’Auxerrois,disparu à la Révolution.
- Paris, Saint-Eustache en 1680.

De 1680 à 1687, grâce à la protection des organistes du roi Nicolas Lebègue et Guillaume-Gabriel Nivers, il entretient et améliore les positifs royaux à Versailles, Saint-Germain-en-Laye, Fontainebleau et Saint-Cyr, s’occupe de l’orgue de la chapelle royale de Saint-Germain-en-Laye et construit grâce à Lebègue celui de l’Hôtel des Gobelins en 1684 (19 jeux sur 3 claviers et pédalier). 
Mais il œuvre aussi en Province, à Rouen et à Lyon où il construit l’orgue des Cordeliers dans l’église Saint-Bonaventure de 1689 à 1690, disparu lors de la Révolution.
De 1691 à 1692 il s’associe à Hippolyte Ducastel pour des travaux importants à Notre-Dame de Paris.
Après la restauration de l’orgue de la Sainte-Chapelle du Palais, il construit l’instrument de l'abbaye Saint-Sauveur d’Anchin en 1697 (32 jeux sur 4 claviers et pédalier).
Son décès interrompt son dernier chantier, le monumental instrument de la basilique de Saint-Quentin dans l’Aisne dont le buffet existe encore ( Classé MH), commencé en 1697 et terminé en 1703 par son associé dans cette entreprise, Robert Clicquot (48 jeux sur 4 claviers et pédalier).

### Sources
: document utilisé comme source pour la rédaction de cet article.
- Norbert Dufourcq, Le Livre de l'Orgue Français, tome III, la Facture, 2e partie, Picard,  (ISBN 2-7084-0031-2)
- Claude Noisette de Crauzat, L'Orgue Français, Atlas,  (ISBN 2-7312-0524-5)